# Хебридски острови
Хебридските острови (на английски: Hebrides; на шотландски келтски: Innse Gall) са архипелаг в Атлантическия океан, край западните брегове на Шотландия в Обединеното кралство. Включват около 500 острова и скали, в т.ч. 51 обитаеми с обща площ 7285 km². Население към 2011 г. 53 128 жители. През 20 век се наблюдава значително обезлюдяване, особено на Външните Хебриди, поради липсата на икономически възможности.

## Географско описание
Разделят се на две групи – Вътрешните Хебриди на изток и Външните Хебриди на запад. Двете групи са отделени една от друга чрез протоците Литъл Минч и Норт Минч на север и т.н. Хебридско море на юг. Главните острови от Външните Хебриди са: Люис, Норт Уист, Бенбенкула, Саут Уист и Бара. Тук преобладават цокълните низини (100 – 150 m), изградени предимно от архайски скали, предимно гнайси. На места се издигат малки планински масиви (връх Клишем 799 m, на остров Люис), които много често са привързани към палеозойски интрузии. Има многочислени следи от плейстоценското заледяване (трогови долини, кари, валунни полета и др.).
Основни острови във Вътрешните Хебриди са: Скай, Мъл, Розей, Рам, Айлей, Джура, Ег, Кол, Тайри, Колонсей. Тук преобладава силно разчленения хълмист и нископланински релеф (200 – 600 m). Характерна особеност са изобилието от кайнозойски ефузивни скали. На островите Скай и Мъл над лавовите плата се издигат изолирани конусовидни върхове (Кулин Хилс 1009 m, на остров Скай).
Климатът е влажен, морски. Средна януарска температура 4 – 6°С, средна юлска 12 – 14°С. Годишна сума на валежите 1000 – 2000 mm. Обширни ливади и пасища са развити върху ливадно-хумусни и ливадно-торфени почви. Широко разпространение имат стръмните и оголени склонове. На отделни места се срещат малки брезови горички, на равнинните места преобладават мочурищата, а на полегатите – торфищата.
Хебридите са известни със своите уникални релефни форми и са сред най-зрелищните планински масиви във Великобритания. Малкият остров Ръм е превърнат в Изследователски център за опазване на природата през 1957 г., специализирайки в изучаването на местната геология, флора и фауна. Животинският свят на островите е особено богат и включва елени, кози, добитък, понита и други.

## Историческа справка
Келтското население на Хебридите страда от викингските набези през 8 век и до 1266 г. е подчинено на викингите. Сливането на келтите и викингите води до период на относително високо културно и материално благоденствие през 11 – 12 век. Краят на войните и повишеното отглеждане на картофи за храна изиграват ключова роля в последвалия прираст на населението. Скоро, обаче, то достига горната граница на икономиката чрез средства за препитание. Следва период на социални размирици и към 19 век емиграцията от Хебридите към Австралия и Канада вече е рутина. Идването на овцевъди на островите от континенталната част на Шотландия (които плащат високи наеми за пасищата си) води до изгонването на голяма част от селячеството, което се презаселва по бреговете, живеейки чрез малкото си обработваеми земи и риболов. През 19 и 20 век Великобритания започва да играе все по-голяма роля в администрацията на островите.
В днешно време, икономиката на островите се основава на земеделие, риболов и тъкачество. Тучни поляни по западните брегове на някои от островите са сред най-плодородните земеделски площи на Хебридите, особено когато се наторят с водорасли (широко разпространена местна практика). Отглежда се и добитък, главно за млекопроизводство. Тъкачеството и риболовът (най-вече на херинга) се практикуват главно по скалистите и неплодородни източни брегове на островите. Производството на вълнени тъкани е древен занаят на Хебридите. През последните години се развива туризма.